# برش‌پذیری
برش‌پذیری (انگلیسی: Sectility) به قابلیت یک کانی برای بریده‌شدن با چاقو به قطعات نازک گفته می‌شود. کانی‌هایی که برش‌پذیر نیستند در هنگام برش به قطعات زبرتر تبدیل می‌شوند. فلزات و کاغذ برش‌پذیر هستند.
برش‌پذیری می‌تواند برای تشخیص کانی‌های با ظاهر مشابه استفاده شود و نوعی سفتی است. برای مثال طلا برش‌پذیر است اما پیریت (طلای ابلهان) برش‌پذیر نیست.
برش‌پذیری در فلزات در نتیجه پیوند فلزی آنهاست، در جایی که ظرفیت (خم‌شدگی) الکترون‌ها نامتمرکز است و می‌تواند آزادانه بین اتم‌ها جریان یابد، به جای اینکه بین جفت یا گروه خاصی از اتم‌ها به اشتراک گذاشته شود، مانند خم‌شدگی کووالانسی.